# Muelle de la Aduana (Sevilla)

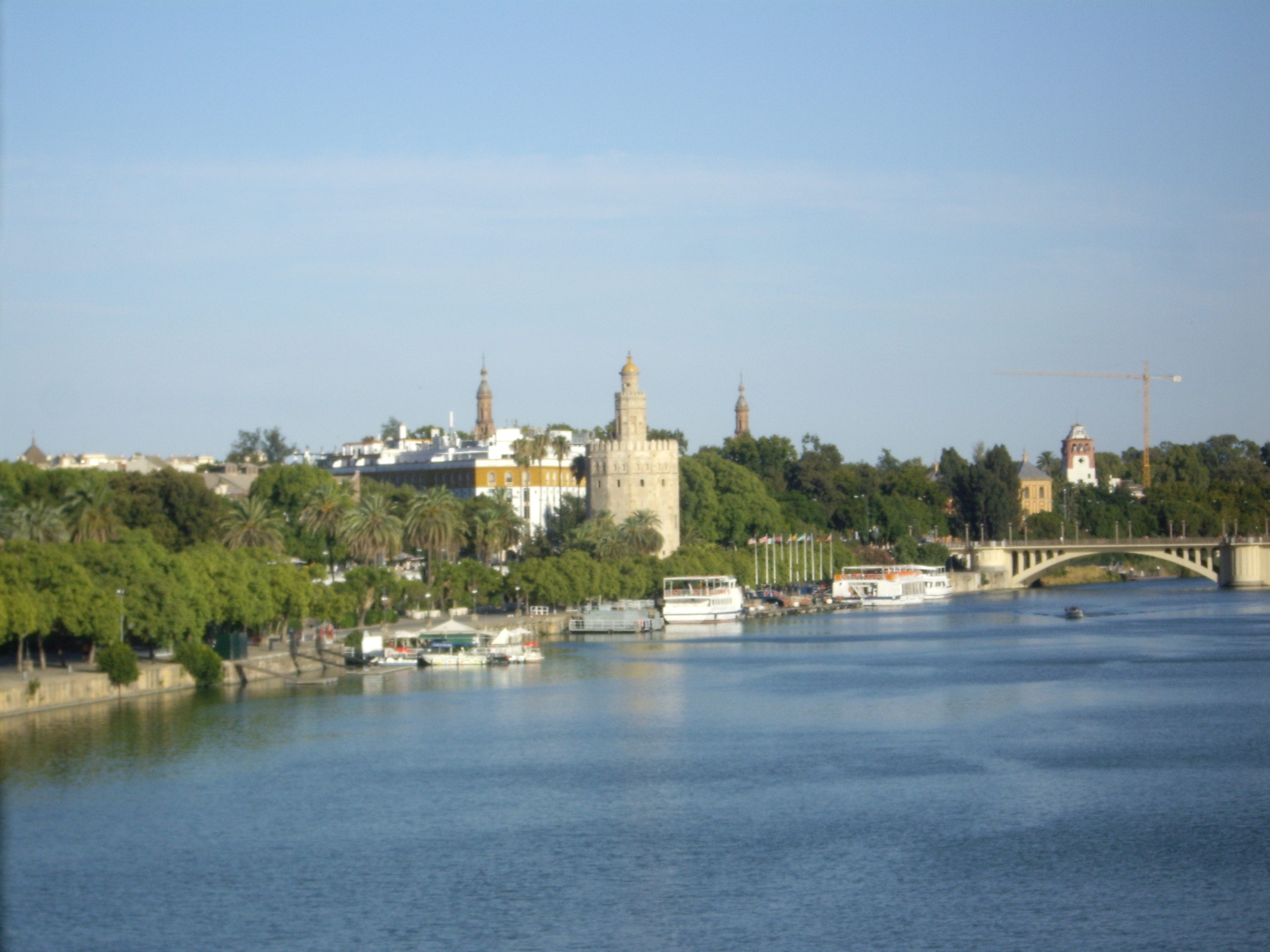
Muelle de la Aduana en un zum de cámara desde el puente de Isabel II, también conocido como puente de Triana

El muelle de la Aduana se encuentra en Sevilla, a pocos metros de la Torre del Oro y en su misma orilla, en el río Guadalquivir. Allí era donde la mayoría de los barcos que venían de Ultramar descargaban sus productos en la época del Imperio Español. Estos productos luego eran almacenados en las Reales Atarazanas. El nombre le viene por su proximidad a la Aduana de Sevilla, que se encontraba en el extremo austral de las propias Atarazanas, donde actualmente está la Delegación del Ministerio de Hacienda y de la AEAT.

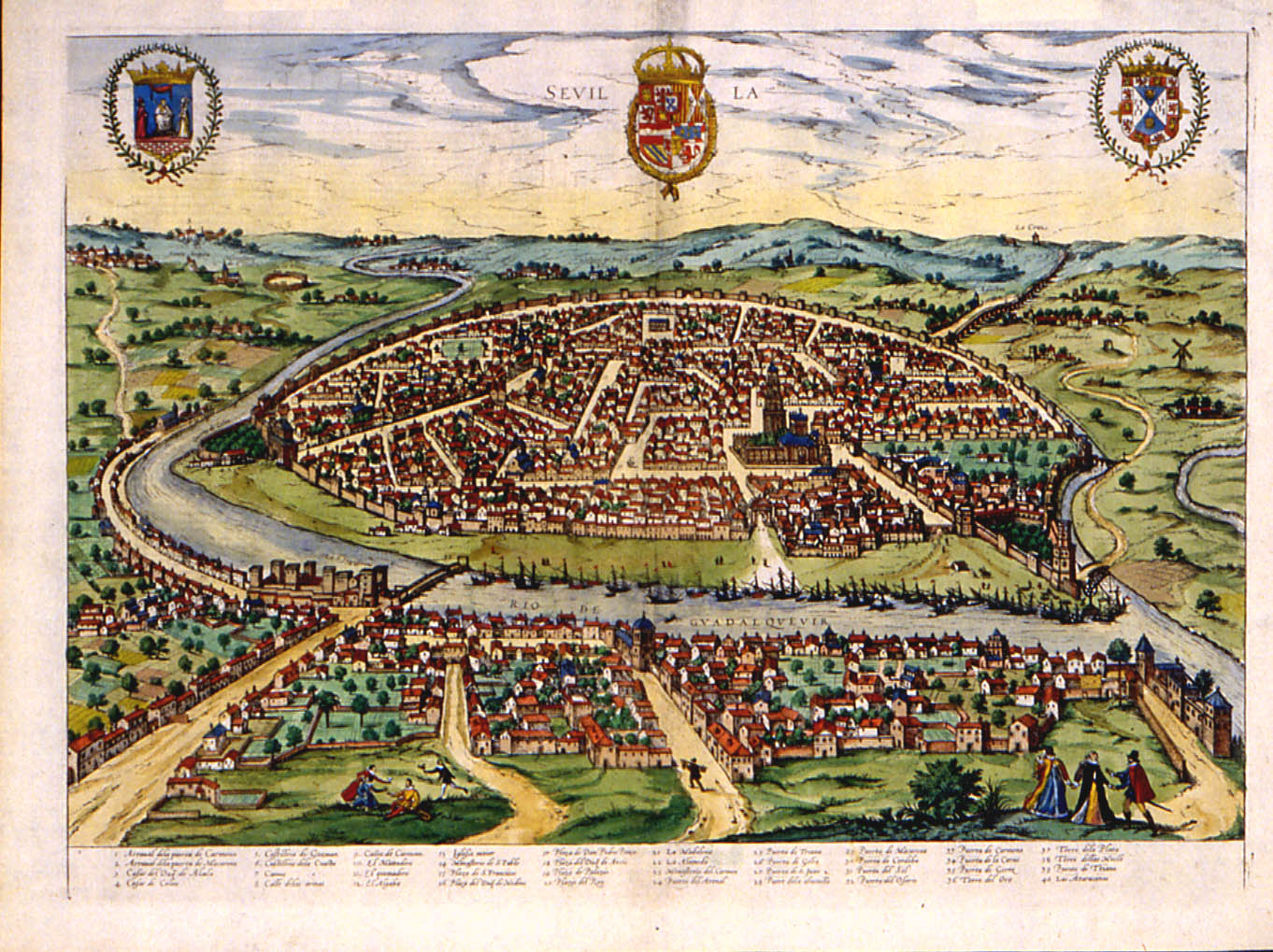
En este dibujo de Sevilla en 1588 aparecen los galeones en la orilla del Arenal

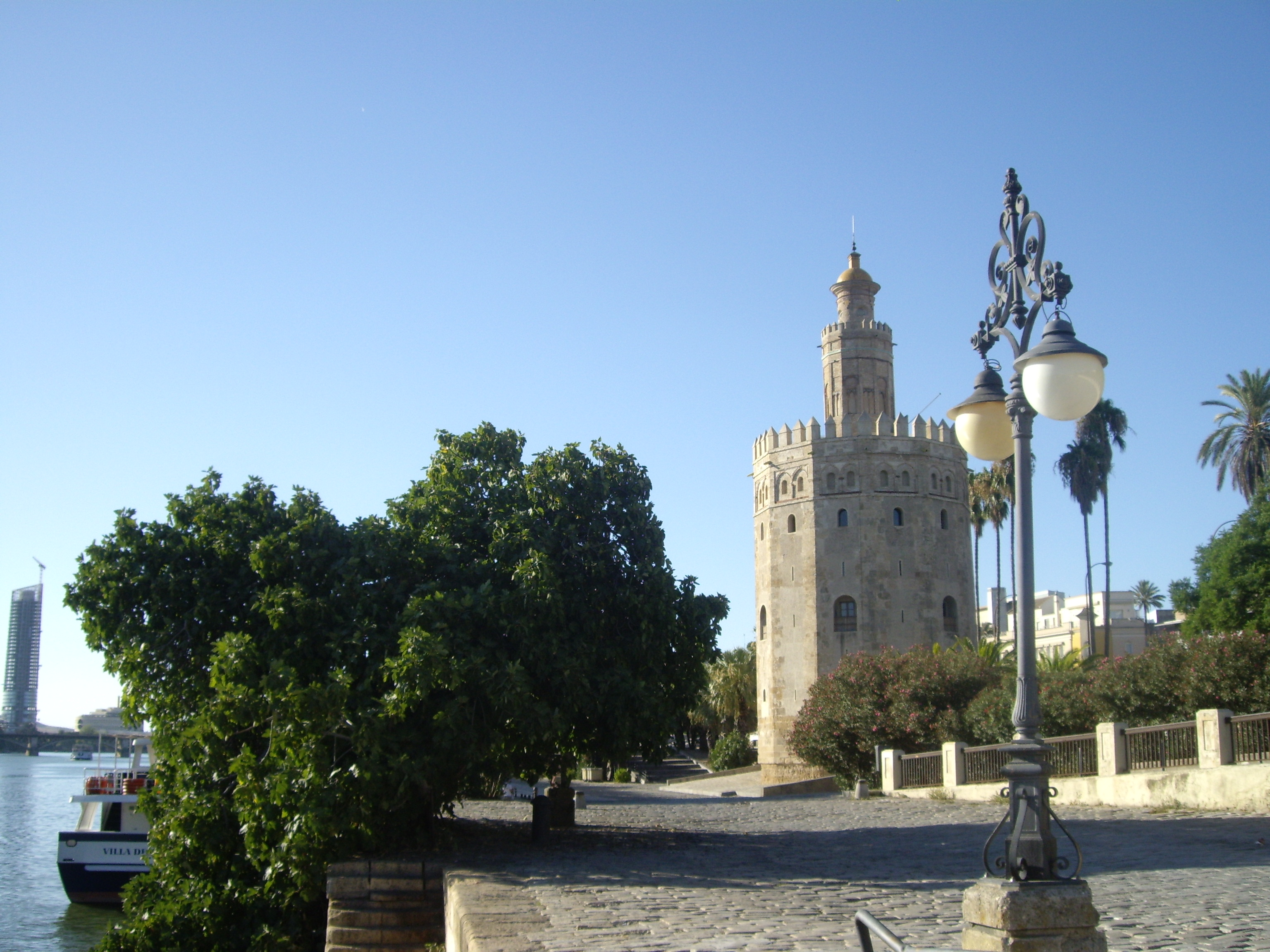
Muelle de la Aduana, en el actual paseo Marqués de Contadero de Sevilla. La foto está tomada a escasos metros del puente de San Telmo.

En la actualidad forma parte de un extenso paseo junto al río, llamado Marqués del Contadero, en el que atracan los cruceros turísticos que recorren el Guadalquivir. Se encuentra en el barrio del Arenal de la ciudad.

## Historia
El rey Alfonso X, en su obra Historia General de España, apunta a que ya en el siglo XIII llegaban a Sevilla barcos de Tánger, Ceuta, Túnez, Alejandría, Génova, Portugal, Inglaterra, Francia, etcétera. En torno al 1450 al puerto de Sevilla llegan barcos de muchos puertos del Mediterráneo, incluidos del norte de África, de distintas partes de Europa y de Canarias. Lo fundamental de la actividad portuaria se desarrollaba entre la Torre del Oro y el Puente de Barcas. Los barcos no podían navegar más allá del puente y entre la Torre y el puente debían darse la vuelta, por lo que se conoce a esta zona como el Compás de las Naos.
Ya en el siglo XVI, en la orilla este del río, entre la Torre del Oro y el puente de barcas, se habla de tres muelles. El primero, más próximo a la torre del Oro y a la Aduana, es el muelle de la Aduana, y el segundo, más adelante, es el muelle del Arenal, y el tercero, más próximo al Puente de Barcas, es el muelle del Barranco. El muelle de la Aduana se construyó a principios del siglo XV para traer materiales para la construcción de la Catedral. Tal es la relación de esta zona con la actividad portuaria que en un grabado de Hoegnafel se denomina a la Torre del Oro "Torre de los Muelles". En el siglo XVI el protagonismo comercial de Sevilla crece ya que, al ser puerto interior hacia el Atlántico, es elegida para tener el monopolio del comercio con las Indias.
El Arenal hoy es un barrio de Sevilla completamente urbanizado, pero en su momento parte del actual barrio era una gran extensión de arena a modo de costa del Guadalquivir, y en esa extensión de arena era poco viable edificar debido a las posibles crecidas del río.
En esta zona de muelles del Arenal existían unas barracas similares a pequeñas tiendas de campaña cónicas con soldados con alabardas que eran observados por los curiosos. Esos soldados custodiaban materiales recién desembarcados o que estaban a punto de embarcar. También se encontraban almacenes, galpones, casetillas y palenques para llevar a cabo la actividad portuaria.